# أحمد بن عبد الله الدوغان
أحمد الدُّوْغان الأحسائي (1332- 1434 هـ/ 1914- 2013 م) فقيه شافعي ومدرس ديني سعودي. ولد في الهفوف بالأحساء ونشأ بها في عائلة متدينة. درس على علمائها وقام برحلات إلى الحجاز. كان شيخ المدرسة الشافعية في الأحساء وأحد علمائها البارزين ويعد من فقهاء المدرسة الحديثة في الفقه الشافعي في القرنين الرابع عشر والخامس عشر الهجري ومن العلماء المعتدلين المجددين في السعودية. أسس مدرسة علمية شرعية في الأحساء وقام بتأسيس رباطات لطلبة الوافدين. توفي في مسقط رأسه عن عمر يناهز مئة عام.

## ولادته وتحصيله
هو أحمد بن عبد الله بن محمد بن حسين الدوغان الأحسائي الخالدي. ولد سنة 1332 هـ/ 1914 م في حي الكوت في مدينة الهفوف بالأحساء، ونشأ فيها في عائلة متدينة. جده محمد كان عالما، وكذلك جده الأعلى حسين.
حفظ القرآن في صغره كما حفظ متن الزبد في الفقه الشافعي، وحفظ من ألفية ابن مالك 300 بيتاً. رغب لدراسة العلوم الدينية واللغوية على علماء الأحسائيين وتتلمذ على مشايخها في المذهب الشافعي منهم محمد بن حسين العرفج ثم أحمد بن محمد العلي العرفج وعبد العزيز بن صالح العلجي وبعد وفات العلجي تتلمذ على تلميذه محمد العبد اللطيف. ثم أجازه كل من محمد ياسين الفاداني وعبد الفتاح أبو غدة وعبد الله سراج الدين الحسيني وغيرهم من العلماء الشام.

سافر إلى الهند للمعاش وبقي بها خمس سنوات ولم يحصل على وظيفة هناك فرجع. وكان يدرس صغار السن أولًا. وفي الهند استفاد من أسعد الله الهندي، في القرآن وعلومه والتجويد والقراءات. وقام برحلات كثيرة إلى الحجاز كما ذهب إلى سوريا لزيارة عبد الله سراج الدين وزهير الناصر في حلب.

## عمله ووظائفه
قام بالتدريس في المدرسة الابتدائية بالأحساء مدة 25 سنة كما درس الفقه الشافعي لعدد كبير من طلاب العلم في الأحساء وخارجها، أبرزهم: ابناه محمد وعبد العزيز ووليد بن عبد اللطيف العرفج وأخوه أحمد، وعبد اللطيف بن عبد الله السعيد العرفج وعبد اللطيف بن محمد العرفج وعبد الإله بن حسين العرفج وعصام بن عبد العزيز الخطيب ومحمد بن عبد الله الجغيمان ومحمد بن عبد الله الدوغان ولؤي بن عبد الله السيد الهاشم وماهر بن عبد اللطيف الجعفري ومحمد بن إبراهيم أبو عيسى العمير وغيرهم. حضر عنده إبراهيم خليفة الأحسائي أيضًا. 

وبعد أن تقاعد من العمل في المدارس النظامية في الأحساء بعد نحو 25 عاما، تفرغ للتعليم في حلقته الدراسية، وكان أول درس له في المسجد بحي الكوت في مدينة الهفوف بالأحساء سنة 1975.

ثم أسس مدرسة علمية شرعية في الأحساء وقد شاركه في هذا المشروع محمد بن إبراهيم المبارك. وقام بتأسيس مدارس ورباطات لطلبة.
نشر تلميذه عبد الإله بن حسين العرفج في 2017 كتابًا بعنوان الشيخ أحمد بن عبد الله الدوغان مجدد المدرسة الشافعية في الأحساء (ردمك 9789957234072). وقد جمع أيضًا كتاب الشيخ أحمد بن عبد الله الدوغان في عيون محبيه بصيغة كتاب إلكتروني.

نعش الشيخ أحمد الدُّوغان في جنازته

## وفاته ودفنه
توفي أحمد الدوغان في الأحساء، مساء يوم السبت 14 ذي الحِجَّة 1434هـ الموافق 18 أكتوبر 2013م، عن عمر يناهز مئة عام. وصُلِّي عليه ظهر اليوم التالي الأحد بجامع الجبري، ثُم دُفن في مقبرة الكوت.